# Alasdair Fraser
Pour les articles homonymes, voir Fraser.
Myles Hesson, né le 13 août 1992, à Falkirk, en Écosse, est un joueur écossais de basket-ball. Il évolue au poste d'intérieur.